# Braunia serrae
Braunia serrae là một loài Rêu trong họ Hedwigiaceae. Loài này được Müll. Hal. mô tả khoa học đầu tiên năm 1898.